# Gascueña
Gascueña é um município da Espanha, na província de Cuenca, comunidade autônoma de Castela-Mancha. Tem 51,81 km² de área e em 2021 tinha 148 habitantes (densidade: 2,9 hab./km²). Limita com os municípios de Buciegas, Canalejas del Arroyo, Huete, Olmeda de la Cuesta, La Peraleja, Portalrubio de Guadamejud, Tinajas e Villas de la Ventosa.